# Cijagang
Cijagang is een bestuurslaag in het regentschap Cianjur van de provincie West-Java, Indonesië. Cijagang telt 4492 inwoners (volkstelling 2010).